# 쓰치하시 유키
쓰치하시 유키(일본어: 土橋 優貴, 1980년 1월 16일 ~ )는 일본의 은퇴한 여자 축구 선수이다.

## 국가대표팀 경력
그녀는 2001년 8월 5일 중국과의 경기에서 일본 국가대표팀에 데뷔했다. 2001년 AFC 여자 축구 선수권 대회 준우승. 그녀는 국제 A매치 4경기에 출전했다.

## 통계
| 일본 | 일본 | 일본 |
| 연도 | 출전 | 득점 |
| ---- | ---- | ---- |
| 2001 | 4    | 0    |
| 통산 | 4    | 0    |